# Динстлер, Карл фон
Карл фон Динстлер (нем. Karl von Dienstler) - австро-венгерский государственный деятель, короткое время в 1870 - министр финансов Цислейтании.

## Карьера
Работник министерства финансов Цислейтании, шеф секции. Участвовал в разработке законодательства о подоходном налоге. 13 апреля 1870 занял пост министра финансов в кабинете графа Потоцкого, рассматривался как промежуточная фигура. Уже 5 мая заменен на Людвига фон Гольцгетана.